# توبه، اهیمه
توبه، اهیمه (به لاتین: Tobe, Ehime) یک منطقهٔ مسکونی در ژاپن است که در استان اهیمه واقع شده‌است. توبه ۲۲٬۷۸۰ نفر جمعیت دارد.